# هاوثورندن (دژ)
هاوثورندن (انگلیسی: Hawthornden Castle) دژی است در میدلودین واقع در اسکاتلند.